# Fidelipac
El Fidelipac, comúnmente conocido como «cartucho NAB» o simplemente «cart», es un formato de cinta magnética de grabación de audio, utilizado en las emisoras de radio para la reproducción de material por aire, como comerciales, jingles, identificación de la estación y música. Fidelipac es el nombre oficial de este cartucho de cinta de audio estándar industrial. Fue desarrollado en 1954 por el inventor George Eash (aunque la invención del cartucho Fidelipac también ha sido acreditada a Vern Nolte de Automatic Tape Company), y comercialmente introducido en 1959 por Collins Radio en la Convención de la NAB de ese mismo año. El cartucho se usó a menudo en estaciones de radio hasta finales de la década de 1990, cuando predominaban formatos como MiniDisc y automatización de transmisión computarizados.

## Historia
El cartucho Fidelipac fue el primer cartucho de cinta de audio disponible comercialmente, basado en el diseño de cartucho de cinta de bucle sin fin desarrollado por Bernard Cousino en 1952, cuando Eash compartía un lugar en su tienda de electrónica, a principios de la década de 1950. En lugar de fabricar él mismo el formato Fidelipac después de desarrollarlo, Eash decidió otorgarle la licencia para su fabricación a Telepro Industries, en Cherry Hill, Nueva Jersey. Luego, Telepro fabricó y comercializó el formato con la marca Fidelipac.

## Formato de cinta
Fidelipac fue originalmente un formato de cinta de grabación analógica de dos pistas, de 6,4 mm de ancho. Una de las pistas se utilizó para el audio monoaural, y el otro se usó para pista de control del reproductor, donde se registró un tono de referencia primario para detener automáticamente el cartucho, un tono secundario se registró para volver a apuntar automáticamente el cartucho al comienzo de la grabación (en algunos modelos, dos tonos secundarios, uno después del material grabado y uno antes, para que la máquina avance rápidamente hasta el final sobre la cinta sin grabar remanente), o un tono terciario, que fue utilizado por algunos reproductores como disparador para poner en marcha otro reproductor u otro equipo externo. Las versiones posteriores utilizaron tres pistas, dos para audio estéreo, y el tercero para la pista de control.
La velocidad de cinta estándar para los cartuchos Fidelipac utilizados en la industria de radiodifusión es de 19 cm/s, aunque se pueden configurar algunos reproductores y grabadores para grabar a otras velocidades, como 9,5 o 38,1 cm/s.

## Formato de cartucho
A diferencia del cartucho de 8 pistas desarrollado posteriormente en 1964 por Bill Lear, que tenía el rodillo de presión integrado en el cartucho, el Fidelipac tenía una abertura en la esquina frontal inferior derecha del cartucho, donde el rodillo de presión, integrado en el reproductor, se introducía para soportar la cinta contra el cabrestante. Mientras que las máquinas posteriores de ATC, ITC, Harris y otros tenían máquinas donde el rodillo de presión se introducía automáticamente en el cartucho cuando se presionaba el botón de reproducción (el motor del cbrestante ya estaba funcionando cuando se insertaba el cartucho), algunas de las primeras máquinas como las Sparta, Spot-Matic y otras, el operador debía accionar físicamente una palanca para mover el rodillo en su lugar y comenzar la reproducción. Sin embargo, el 8 pistas era de velocidad más lenta (9,5 cm/s en comparación con los 19 cm/s) y no tenía almohadillas adecuadas de soporte de cinta, y por lo tanto no tenía «calidad de radio». Las cintas más lentas y más angostas de los cartuchos de 8 pistas daban un ruido más alto y una respuesta de frecuencia más pobre. El diseño de 8 pistas también carecía de una pista de control.
Había tres tamaños de cartuchos Fidelipac disponibles: el tamaño A de 10 cm de ancho (Fidelipac modelos 300, 350 y MasterCart), que fue el tamaño estándar de 8 pistas con un máximo 10,5 minutos a 19 cm/s (este fue el tamaño más común y más ampliamente utilizado del Fidelipac); el tamaño B de 15,2 cm de ancho (Fidelipac modelo 600), un cartucho más grande diseñado para programas más largos; y el tamaño C aún más grande, de 20,8 cm (Fidelipac modelo 1200), que se usaba a menudo para sistemas de música de fondo como el Rowe Customusic.
El Fidelipac tamaño A fue posteriormente adoptado por Earl «Madman» Muntz en asociación con George Eash en 1963 para su sistema de cartucho Stereo-Pak (también conocido como cartucho de 4 pistas), que se diferenciaba en el número de pistas utilizadas (cuatro en este caso, que se reproducían de dos para proporcionar un total de dos programas de audio estéreo), y en la velocidad de la cinta (9,5 cm/s, la misma de los cartuchos de 8 pistas, en lugar de la estándar de Fidelipac, de 19 cm/s). A diferencia de los reproductores de Fidelipac que usaron una cabeza estacionaria, el sistema de Stereo-Pak usó un cabezal desplazable para posicionarse sobre los dos programas (al igual que el formato de 8 pistas, que también usó un cabezal desplazable para acceder a sus cuatro programas estéreo).